# Gniezno
Gniezno (kiejtéseⓘ, IPA: [ˈgɲɛznɔ], németül: Gnesen [ˈgne:zən], régi magyar neve Gnézna) lengyel város Nagy-Lengyelország vajdaságban, a Gnieznói járás székhelye. A város a gnieznói tóvidéken fekszik, a Jelonek, Świętokrzyskie és Winiary tavakkal van körülvéve. Gniezno a vajdaság hatodik legnagyobb városa. 1975-1998 között a város a Poznańi vajdasághoz tartozott. A Gnieznói főegyházmegye érseki székhelye.

## Története
Az ember legkorábbi nyomai a késő paleolitikumban mutatható ki. Az egyik szláv törzs, a polánok államának egyik fontos vára volt Gniezno.
A város alapításának legendája: három testvér, Lech, Cseh és Rusz áthatolt a rengetegen helyet keresve, ahol letelepedhetnek. Hirtelen egy halmot vettek észre, ahol egy magányos tölgyfán egy sas ült. Ekkor Lech azt mondta: "Ez a fehér sas lesz a népem címere, a tölgyfa köré várat építek és a sas fészkéről Gneizdónak nevezem". (Gniazdo lengyelül fészket jelent) A többi testvér tovább ment helyet keresni népüknek, Cseh délre ment, Rusz keletre.
A legutóbbi időkig úgy vélték, hogy a 8. század végén a félig legendás Popiel-dinasztia uralkodása alatt épült fel Gnieznóban a polán hercegség vára és a váraljai település, melyet fából és földből épült fal vett körül. Ezzel szemben a legújabb dendrokronológiai vizsgálatok azt mutatták, hogy a gnieznói vár csak 940. körül épült, vagyis Siemomysł Lestkowic alatt, a Piast-dinasztia idején. Gnieznónak, mint a fejedelemség megerősített székvárosnak ilyen késői datálása mindazonáltal nem zárja ki egyáltalán, hogy a helyén nem működött a 8.- és 9. század fordulóján a polánok kultikus központja, melynek területén valószínűleg a törzsi fejedelmek uralkodtak. A 10. században Gniezno lett a Piast-állam egyik székvárosa Poznań és Giecz mellett. (Székvárosból, vagyis olyan helységből, ahol fejedelmi palota állt, több is volt, azonban a "Dagome iudex" szerint a lengyel állam formális fővárosa Gniezno volt.)
1000-ben zajlott le a gnieznói kongresszus, melyen Vitéz Boleszláv és III. Ottó német-római császár vett részt. A kongresszuson alapították a Gnieznói főegyházmegyét. Ez volt az első érsekség a lengyel történelemben, amellyel a lengyelek a függetlenségüket szerették volna biztosítani a Német-római Császárságtól.
1025-ben Gnieznóban koronázták Vitéz Boleszlávot Lengyelország első királyává. 1038-ban a várost I. Břetislav cseh fejedelem támadta meg, felgyújtotta az alsóvárost, romba dőlt, kirabolt katedrálist hagyva maga mögött. Látva a pusztítást, Megújító Kázmér fejedelem a fővárost áthelyezte Krakkóba.
Városi privilégiumot Gniezno 1239-ben kapott.
1331-ben a várost rabolva és pusztítva elfoglalta a Német Lovagrend. Az újjáépítés és gazdasági fejlődés Nagy Kázmér nevéhez fűződik. II. Ulászló uralkodása alatt 1419-ben a gnieznói érsek Lengyelország prímásának címét, valamint kardinális rangot kapott.
A soron következő években Gniezno nagy bel- és külkereskedelmi központtá vált. Minden évben Szent Adalbert, Szent Bertalan, Szentháromság és Szent András napján vásárt tartottak. Ezen vilnai, minszki, breszti, sziléziai, morva, itáliai, flandriai, angol, hamburgi, nürnbergi és frankfurti kereskedők vettek részt. A kereskedelem fejlődése az ipar fejlődését is maga után vonta. Gniezno Krakkó után a művészetek, különösen a zene központja volt.
Idők folyamán járványok, tűzvészek és idegen hadak támadásai következtében Gniezno fokozatosan veszített Lengyelországban betöltött pozíciójából. A 18. században azonban újra jelentőségre tett szert. 1768-ban Gniezno vajdasági székhely lett.
Lengyelország felosztásai alatt Gniezno Poroszországhoz, majd 1815-ben a bécsi kongresszus határozata alapján a Poznańi Nagyhercegséghez került, mely Poroszország része volt.
1918-ban a nagy-lengyelországi felkelés egyik fő központja volt.
1919-ben a függetlenség megszerzése után a város járási székhely lett. Gniezno visszakapta a régi címerét is a sassal és koronával.
A német megszállás alatt Gniezno az Hohensalzai helytartósághoz tartozott. 1945. január 21-én a várost elfoglalta a Vörös Hadsereg, néhány nappal később felgyújtották a gnieznói katedrálist.
A második világháború után a város gyors fejlődésnek indult.

## Magyar vonatkozások

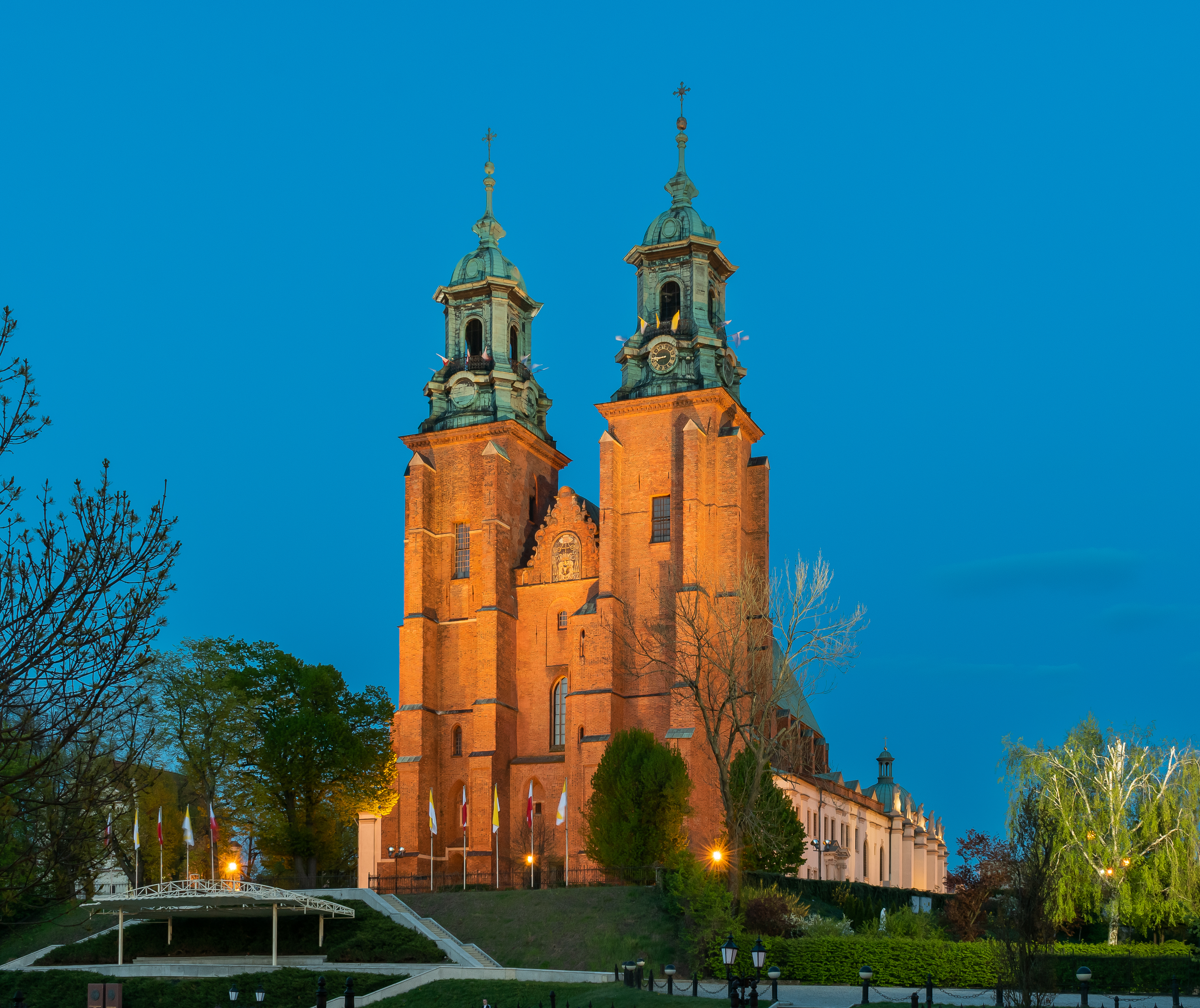
Katedrális

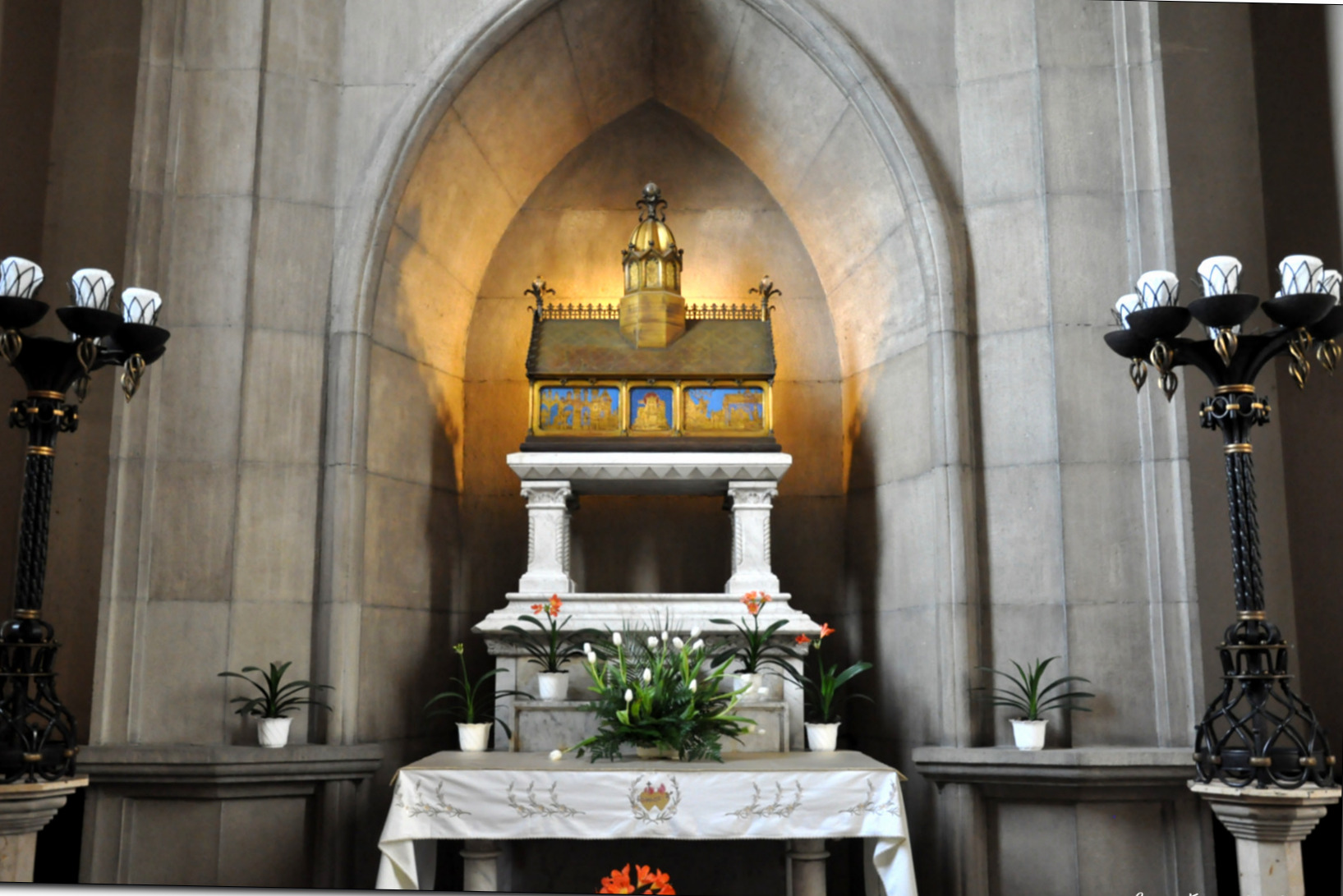
Boldog Jolán. Ereklyetartó

- Itt helyezték örök nyugalomra Árpád-házi Boldog Jolánt 1298-ban, akinek apja IV. Béla, anyja a konstantinápolyi császári családból való Laszkarisz Mária volt.

- Itt született 1320 körül és volt főesperes Nagy Kázmér alkancellárja, Czarnkowi János, aki krónikájában I. Lajos magyar és lengyel király rossz hírét keltette máig hatóan.

## Koronázások a gnieznói katedrálisban
- 1025. április 18. – Vitéz Boleszláv
- 1025. december 25. – II. Mieszko Lambert és felesége Lotaringiai Richeza
- 1076. december 25. – Merész Boleszláv és felesége Wyszesława Światosławówna
- 1295. június 26. – II. Przemysł és felesége Brandenburgi Margit
- 1300. július 25. – II. Vencel

## Testvértelepülések
- Speyer Németország
- Anagni Olaszország
- Esztergom Magyarország
- Falkenberg Svédország
- Saint-Malo Franciaország
- Roskilde Dánia
- Veendam Hollandia